# Galina Melnikova
Galina Melnikova (* 23. Dezember 1936 in Taschkent) ist eine ehemalige Ansagerin beim usbekischen Fernsehen. Sie arbeitete seit 1956 im Fernsehen. Über viele Jahre hinweg moderierte sie die Sendung „Ахборот“ sowie festliche und feierliche Veranstaltungen. Sie wurde zur Volkskünstlerin Usbekistans ernannt.

## Leben
Am 26. Dezember 1956, im Alter von 20 Jahren, trat Melnikova erstmals live im Programm der Republikanischen Rundfunkgesellschaft auf. Über einen Zeitraum von 55 Jahren blieb sie festes Mitglied des Rundfunk- und Fernsehteams, moderierte die Informationsprogramme „Ахборот“ und führte Interviews mit Persönlichkeiten wie Maya Plisetskaya, Edita Pjecha, Galina Vishnevskaya, Schostakowitsch, Khachaturian, Genrikh Borovik, den Künstlern des „Sovremennik“-Theaters sowie Filmstars wie Lia Akhedzhakova, Lyudmila Kasatkina, Oleg Kvasha und Oleg Jefremow.
Galina Vitalievna stand am Anfang des usbekischen Fernsehens und moderierte viele beliebte Programme. Sie verlas wichtige offizielle Schriftstücke und Neujahrsgrüße an das Volk während der Unabhängigkeitszeit. Sie führte Interviews mit vielen sowjetischen Persönlichkeiten und traf sogar den legendären Juri Lewitan.
Über viele Jahre hinweg präsentierte sie usbekische Kunst und Literatur in Moskau und moderierte Konzerte mit usbekischen Künstlern im Kremlpalast und in der Swjosdny Gorodok. Trotz wiederholter Angebote, in Moskau zu arbeiten, entschied sie sich, beim usbekischen Fernsehen zu bleiben. Sie moderierte lange Zeit das Informationsprogramm „Ахборот“, das heute als „Uzbekiston-24“ bekannt ist. Galina Melnikova wurde 1975 zur „Verdienten Künstlerin der Usbekischen SSR“ ernannt und erhielt die Orden „Dustlik“ (1996), „Fidokorona Khizmatlar Uchun“ (2014), den Orden „Freundschaft“ (Russland, 2017) sowie die Puschkin-Medaille (Russland), „Mekhnat Fakhriy“ erster Grad (2019). Sie wurde mit dem nationalen Preis „Oltin Kalam“ ausgezeichnet. Im Jahr 2016 erhielt sie den Titel „Volkskünstlerin Usbekistans“.
Seit 1990 ist Galina Melnikova Mitglied des Kuratoriums „Mehrjon“ und organisiert Kreativmarathons für Kinder aus Waisenhäusern und Internatsschulen. Sie hilft Waisenkindern, sich in das soziale Leben zu integrieren und fördert ihre kreativen Fähigkeiten. Für ihre Wohltätigkeitsarbeit wurde Galina Melnikova mit einer hohen christlichen Auszeichnung geehrt – der Medaille des Ordens des Heiligen Nikolaus, des Erzbischofs von Myra, des Wundertäters und Wohltätigkeit. Die Auszeichnung wurde vom Metropoliten von Taschkent und Zentralasien, Vikentiy, überreicht.
Im Jahr 2020 wurde das Buch über Melnikova mit dem Titel „Galina Melnikova. Lebendiges Symbol einer Epoche“ veröffentlicht. Die Buchpräsentation fand in der Nationalbibliothek Usbekistans benannt nach Alisher Navoi statt.

Anlässlich ihres 80. Geburtstags wurde Galina Melnikova am 23. Dezember 2016 der Titel „Volkskünstlerin Usbekistans“ verliehen. Die Verleihung erfolgte durch das Dekret des Präsidenten der Republik Usbekistan, Shavkat Mirziyoyev:
Für ihre langjährige und produktive künstlerische Tätigkeit bei der Nationalen Rundfunkgesellschaft Usbekistans, ihren wertvollen Beitrag zur Entwicklung der Sprechkunst, zur Steigerung des geistigen Potenzials des Volkes, zur Erziehung der jungen Generation im Geiste des Patriotismus und des Respekts für nationale und universelle Werte, werde Galina Vitalievna Melnikova der ehrenvolle Titel „Volkskünstlerin der Republik Usbekistan“ verliehen, heißt es in der Verordnung des Staatsoberhauptes.
Am 28. November 2017 erließ der Präsident Russlands, Wladimir Putin, eine Verordnung zur Verleihung des „Ordens der Freundschaft“ an die Volkskünstlerin Usbekistans, die Sprecherin des nationalen Fernsehens und Mitglied des Kuratoriums der Wohltätigkeitsstiftung „Mehrjon“, Galina Melnikova. In der Verordnung heißt es, dass Melnikova die Auszeichnung für ihre Verdienste bei der Stärkung der Freundschaft und Zusammenarbeit zwischen den Völkern Russlands und Usbekistans erhalten habe.